# Packard Bell
Packard Bell — производитель компьютеров. Несмотря на схожесть названий, не имеет отношения к Hewlett-Packard, Packard, Pacific Bell или Bell Laboratories.

## История

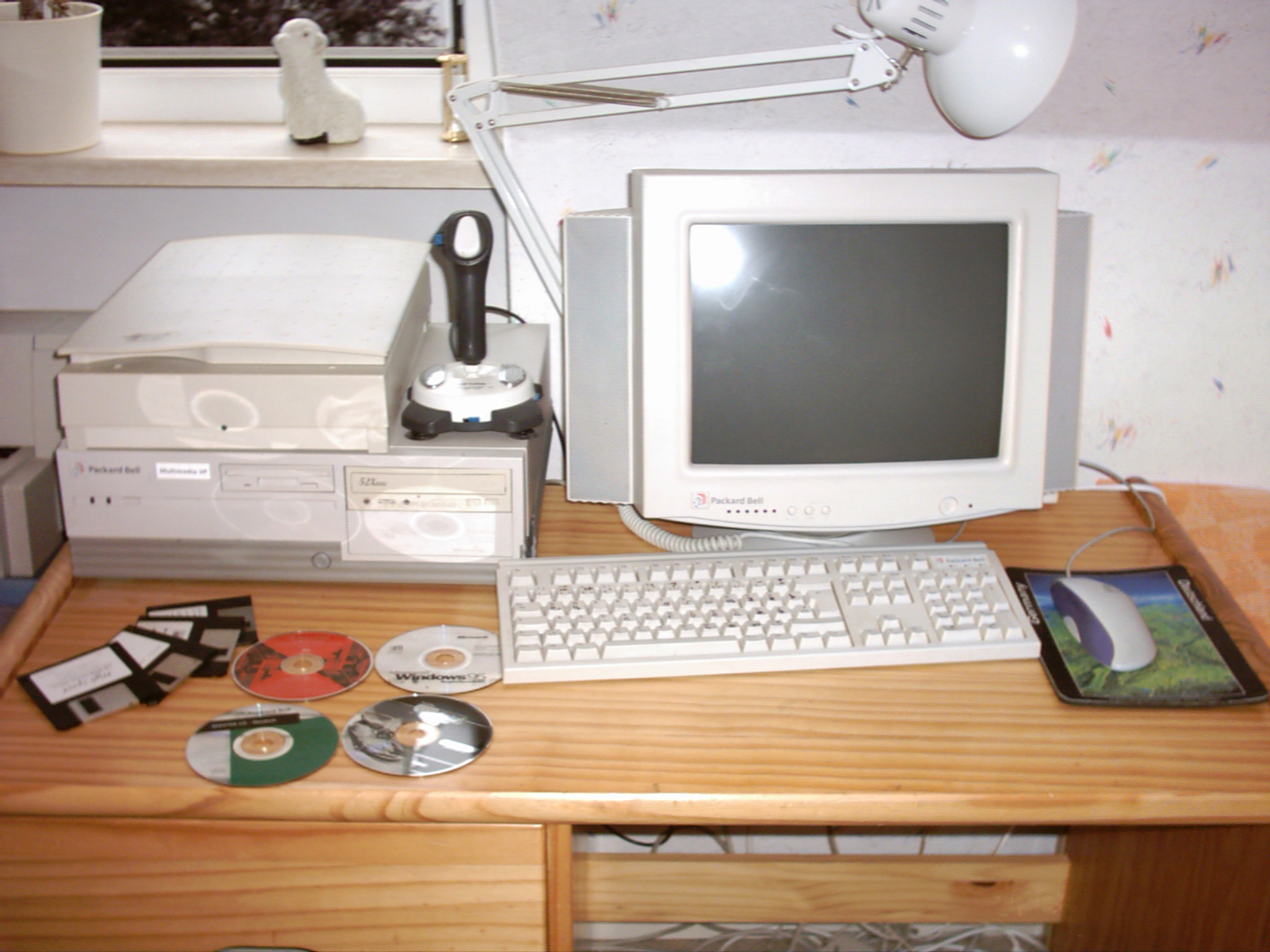
Старый компьютер Packard Bell середины 90-х годов.

Первоначальная компания основана в США в 1926 году и являлась производителем радиоприёмников. В течение Второй мировой войны снабжала армию США электроникой. Позже Packard Bell вышла на рынок телевизоров, а также стала выпускать компьютеры.
В 1986 году группа израильских инвесторов выкупила марку Packard Bell для создания новой компании, занимавшейся производством IBM PC-совместимых компьютеров. В конце 90-х приобретена японской компанией NEC.
В ноябре 1999 года компания NEC, владевшая 88% акций Packard Bell, объявила об уходе с рынка домашних компьютеров. Она анонсировала сокращение штата предприятия Packard Bell NEC в США примерно на 80% (из более чем 2600 сотрудников остаться должны были от 300 до 400 человек), закрытие завода в Сакраменто (штат Калифорния), переезд юридического лица из Сакраменто в Маунтин-Вью и отказ от использования марки Packard Bell в США. При этом продукцию под маркой Packard Bell планировали и дальше продавать в Европе.
На 2006 год Packard Bell был третьим по величине производителем потребительских ПК в Европе. Помимо продажи ПК, к тому моменту он занимался продажей MP3-плееров и DVD-проигрывателей, а также ПК начального уровня. В 2006 году компания NEC начала вести переговоры с основателем eMachines Джоном Хью о продаже бренда Packard Bell.
В 2007 году фирма Acer Inc. приобрела компанию Gateway, Inc. за 710 млн долларов, что означало приобретение Acer прав на бренды Gateway, eMachines и Packard Bell.
24 сентября 2008 года было объявлено о начале поставок продукции Packard Bell в Россию.
Новые продукты под торговой маркой Packard Bell выводились Acer на рынок как минимум до 2012 года.